# Il padrino - Parte III
Il padrino - Parte III (The Godfather Part III) è un film del 1990 co-scritto, diretto e prodotto da Francis Ford Coppola e interpretato da Al Pacino, Andy García, Talia Shire, Diane Keaton e Sofia Coppola. 
Si tratta delle terza e ultima parte della trilogia de Il padrino, iniziata con Il padrino (1972) e Il Padrino - Parte II (1974).

## Trama
New York, 1979: Michael Corleone, da anni tornato a New York, è ormai miliardario e gode della fama di persona rispettabile. Indebolito dal diabete, la sua attenzione è rivolta in una sincera attività volta a guadagnarsi onorabilità sociale e ad estraniare definitivamente la propria famiglia dal mondo della mafia, mentre nel frattempo cerca di garantire la sicurezza di sua figlia Mary, presidente onoraria della Fondazione Andolini Corleone, impegnata nell'opera di rinascita culturale e sociale della Sicilia. Cerca invano di convincere il figlio Anthony a lavorare con lui, ma il figlio, con l'appoggio della madre, sceglie di intraprendere la carriera di cantante lirico. Vincent Mancini, figlio illegittimo di Sonny, irascibile e violento come il padre, entra al servizio dello zio Michael con l'appoggio della zia Connie, sorella di Michael.
Michael, dopo avere ricevuto dall'arcivescovo Gilday una bolla papale con un titolo onorifico conferitogli dal papa Paolo VI in virtù delle sue opere benefiche, invia una donazione di duecento milioni di dollari alla chiesa e ne investe altri seicento nella Banca Vaticana, per entrare nella Internazionale Immobiliare e assumerne il controllo. La società è controllata dal Vaticano insieme ad altri ed è un affare assai lucroso che gli assicurerebbe un enorme patrimonio. Tale investimento serve all'arcivescovo Gilday per evitare il rischio di una bancarotta fraudolenta causata dalle manovre di un gruppo di avidi uomini d'affari cattolici, guidati dal potente Licio Lucchesi, un influente uomo politico italiano, che guida la maggior parte dei clan mafiosi in Italia. L'uomo è anche alla guida del corrotto banchiere svizzero Frederick Keinszig.
Michael scopre ben presto di essersi infilato in un brutto impiccio. Forze occulte pongono ostacoli alla sua presa di controllo dell'Internazionale Immobiliare e, mentre partecipa a una riunione ad Atlantic City con gli altri boss italoamericani per annunciar loro di volersi ritirare dal giro e dedicarsi ai suoi nuovi affari completamente legali, si svolge un attentato compiuto con un elicottero in cui vengono uccisi quasi tutti i presenti, al quale scampano sia il capo della famiglia Tattaglia Don Osvaldo "Ozzie" Altobello, amico di vecchia data di Vito e padrino di battesimo di Connie, sia Michael, grazie all'intervento di Vincent e Al Neri. L'attentato è stato apparentemente orchestrato da Joey Zasa, un boss minore molto ambizioso che con questa manovra riesce a sbaragliare ogni concorrenza e si impone come nuovo capo assoluto della malavita di New York.
Mentre Michael ha una grave crisi diabetica, Vincent, con l'approvazione di Connie (ma contro i voleri di Michael), uccide Zasa e la situazione della malavita newyorkese precipita nel caos. Nel frattempo Don Altobello cerca di convincere Michael ad accettare le condizioni di Gilday, ma l'altro rifiuta, conscio che la fortunata sopravvivenza di Altobello potrebbe non essere stata una coincidenza. Giunto a Palermo per assistere al debutto nell'opera di Anthony, Michael scopre tramite Vincent, il quale ha finto di volerlo tradire, che Don Altobello era complice di Zasa e che tutto è stato in realtà architettato da Lucchesi, il quale vuole impedire a Michael di entrare nella Internazionale Immobiliare per mantenerne il controllo. Il papa è l'unico che può esprimere il voto decisivo per concludere la trattativa di Internazionale Immobiliare ma è incapacitato da gravi problemi di salute; non potendo agire altrimenti, Michael si reca a raccontare la verità sulla truffa mossa contro di lui a un importante cardinale, Lamberto, noto per la sua saggezza e onestà. L'ecclesiastico crede alle parole del boss e lo convince, inoltre, a fare la prima confessione da più di trent'anni: inizialmente restio, Michael alla fine accetta e, scoppiando in lacrime, confessa i propri peccati, esternando tutto il rimorso per le proprie azioni, soprattutto per l'omicidio di Fredo. Alla morte di Paolo VI, Michael scopre che Lamberto, eletto con il nome di Giovanni Paolo I, ha deciso di avviare un'indagine sulla truffa segnalatagli e di ratificare il contratto con la famiglia Corleone: ciò ovviamente è un'ottima notizia per la Famiglia, ma Michael capisce che presto il nuovo papa potrebbe essere assassinato.
Anche la vita di Michael è in pericolo, poiché Altobello si è nel frattempo recato nel paese di Montelepre, dove ha assoldato un sicario siciliano, Mosca, noto per la sua infallibilità. Nonostante il soggiorno in Sicilia offra a Michael e Kay l'occasione per riconciliarsi, quando don Tommasino, eterno amico dei Corleone, viene assassinato da Mosca, Michael comprende che tutto il suo operato per estraniare la famiglia dal crimine è stato vano; realizza così di non poter proseguire oltre e cede il comando al nipote, che per l'occasione assume il nome di Don Vincenzo Corleone, e si ritira a vita privata, giurando a Dio di non avere mai più a che fare con il crimine. La sera del debutto di Anthony al Teatro Massimo di Palermo, Vincent manda sicari ad eliminare Frederick Keinszig, che viene soffocato e impiccato a un ponte, l'arcivescovo Gilday, che viene crivellato da Al Neri, mentre Connie Corleone avvelena don Altobello con alcuni cannoli e Calò, braccio destro di Tommasino, uccide Lucchesi conficcandogli nel collo i suoi stessi occhiali, finendo poi eliminato dalle sue guardie. Purtroppo tutto questo non avviene abbastanza tempestivamente da impedire che l'assassinio ai danni del papa, tramite avvelenamento del suo tè, venga attuato. All'uscita del Teatro Massimo, Mosca spara contro Michael, ma riesce solo a ferirlo e a colpire per errore la figlia di quest'ultimo, Mary, che rimane uccisa. Vincent spara a Mosca, uccidendolo, mentre tutti si disperano per la morte della ragazza.
Bagheria, 1997: Michael, ormai solo e abbandonato da tutti, è tornato a vivere in Sicilia. Nella quiete della stessa villa dove cinquant'anni prima era morta Apollonia Vitelli, Michael spira.

## Produzione

### Primi tentativi
Dopo il successo critico e commerciale de Il padrino (1972) e Il padrino - Parte II (1974), Paramount Pictures intraprese un lungo e travagliato percorso per produrre un terzo capitolo della saga dei Corleone. Nonostante l'enorme popolarità dei primi due film, che avevano incassato oltre 700 milioni di dollari e guadagnato un posto di rilievo nella cultura popolare americana, lo sviluppo di "Il padrino - Parte III" si rivelò un'impresa ardua e frustrante. Uno dei principali ostacoli fu la difficoltà nel trovare una sceneggiatura soddisfacente. Nel corso di undici anni, furono presi in considerazione numerosi soggetti e trattamenti, scritti da alcuni dei nomi più noti di Hollywood.
Charles Bludhorn, presidente di Gulf & Western Industries (la società madre di Paramount), era un grande ammiratore dei film de "Il padrino", tanto da immergersi personalmente nel processo creativo. Come primo tentativo significativo, Bludhorn coinvolse Richard Brooks, regista di "A sangue freddo". Bludhorn convocò Brooks nel suo complesso nella Repubblica Dominicana e gli presentò un trattamento di 53 pagine per un nuovo film. Brooks, dopo aver letto il trattamento, si rese conto di "non volerlo fare". Sentiva che "stava premendo per continuare una storia che era già finita".
Nel 1977, Michael Eisner, allora dirigente della Paramount, propose una storia in cui la mafia e la CIA collaboravano per assassinare un dittatore costaricano. La sceneggiatura non andò oltre lo stadio di bozza. Eisner stesso ammise in seguito: "Se ho scritto un trattamento, sono sicuro che fosse terribile. Lo faccio sempre". Nello stesso anno, lo sceneggiatore Alexander Jacobs immaginò una storia in cui Michael Corleone moriva di cancro e suo figlio Anthony ereditava l'impero criminale. Anthony tentava di legittimare l'attività di famiglia, ma suo cugino Tommaso lo ostacolava, portando a una guerra tra famiglie mafiose. La sceneggiatura di Jacobs non ottenne l'approvazione per la produzione e lo sceneggiatore morì nel 1979.
L'anno successivo, nel 1978, Bludhorn collaborò con Mario Puzo, l'autore del romanzo originale, per sviluppare un trattamento basato su un'idea dello stesso Bludhorn. Puzo, inizialmente riluttante, accettò l'offerta finanziaria della Paramount. Secondo il suo avvocato, Bert Fields, Puzo fu pagato "250.000 dollari in anticipo per fare un trattamento di 53 pagine e gli fu garantito il 6% del lordo del film fino a 10 milioni di dollari e il 7,5% dopo 10 milioni di dollari". L'ultimo tentativo fu una sceneggiatura scritta, nel 1985, da Nick Marino, un proprietario di cinema newyorkese con presunte conoscenze nel mondo della criminalità organizzata, e Thomas Lee Wright, un ex dirigente della Paramount. Nonostante l'entusiasmo iniziale degli autori, la sceneggiatura fu respinta dai dirigenti dello studio, che decisero di seguire una direzione completamente diversa.
Oltre alle difficoltà con la sceneggiatura, Paramount considerò diversi attori di spicco per i ruoli principali ne Il padrino - Parte 3, tanto che "chiunque avesse un cognome italiano era in lista per la parte". Tra i nomi considerati figuravano Sylvester Stallone (come padrino) e John Travolta (come Anthony Corleone), mentre Eddie Murphy espresse interesse per un ruolo.

### Regia e sceneggiatura

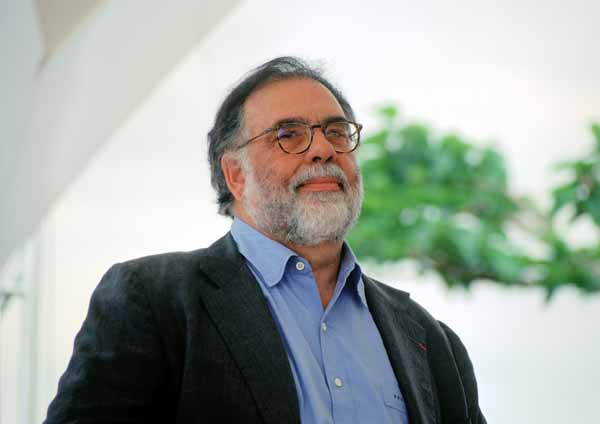
Francis Ford Coppola

Dopo il successo dei primi due film, Francis Ford Coppola inizialmente considerava conclusa la storia della famiglia Corleone e decise che non avrebbe mai realizzato un terzo film. Anche molti colleghi di Coppola, tra cui Al Pacino, credevano che il regista avesse "chiuso con la saga". Pacino stesso, interprete di Michael Corleone, si sentiva "un po' stanco di fare quel genere di cose. Era logorante".  La situazione cambiò drasticamente dopo il flop commerciale di Un sogno lungo un giorno (1982), che lasciò Coppola in difficoltà finanziarie. Questo lo portò a riconsiderare la proposta della Paramount e a riprendere in mano il progetto di Il padrino - Parte III. La necessità di risolvere i suoi debiti fu un fattore determinante nel suo ritorno alla saga. Un ulteriore incentivo per Coppola fu la possibilità di collaborare nuovamente con Mario Puzo alla sceneggiatura.
Inizialmente, la trama doveva ruotare attorno a Tom Hagen e Michael Corleone, con il primo che avrebbe dovuto essere un informatore. Quando Robert Duvall ricevette la sceneggiatura, si rese conto che il suo personaggio era il secondo protagonista, ma lo studio offrì lo stesso compenso ricevuto per il film precedente, circa un nono rispetto agli altri attori principali. Duvall presentò una controfferta tramite Coppola a Paramount Pictures, ma la richiesta fu rifiutata e gli fu chiesto di riscrivere la sceneggiatura senza Hagen. Coppola si rammaricò anche per l'esclusione del personaggio, la cui assenza privò il film di un importante contrappunto per Corleone.
Dopo aver tagliato il personaggio di Hagen, Coppola e Puzo decisero di sviluppare la trama su due binari: uno incentrato su Vincent Mancini, figlio illegittimo del defunto Sonny Corleone, e il suo tentativo di farsi strada nella famiglia; l'altro incentrato sugli sforzi di Michael per ottenere legittimità e redenzione, scontrandosi con la corruzione interna del Vaticano. Pacino si disse entusiasta della sceneggiatura, in cui l'astuzia di Michael veniva messa alla prova da "qualcosa di un po' più corrotto del suo mondo criminale". Si decise anche di inserire eventi storici reali, come la morte di Papa Giovanni Paolo I e i legami tra mafia e Chiesa Cattolica. L'idea di utilizzare la Chiesa come veicolo di redenzione per Michael Corleone venne ispirata da Charlie Bluhdorn, l'industriale che gestiva Gulf + Western, che aveva acquistato la Paramount. Bluhdorn aveva raccontato a Coppola di affari "quasi illegittimi" con il Vaticano. Coppola e Puzo lavorarono insieme per sviluppare una narrazione che esplorasse temi complessi come la redenzione e la mortalità. Il regista immaginò che Michael volesse essere assolto dai suoi peccati attraverso la Chiesa, "che è più corrotta di lui, e lo è sempre stata".
Il film fornisce una spiegazione fittizia per diversi eventi legati agli scandali reali della Banca Vaticana, dal 1978 al 1982. In particolare, il film rappresenta l'asserito omicidio di Papa Giovanni Paolo I, trovato morto seduto nel suo letto il 29 settembre 1978, solo trentatré giorni dopo aver assunto la carica papale. Il giornalista David Yallop ipotizzò che Giovanni Paolo I sia morto dopo aver bevuto tè avvelenato (come mostrato nel film), vittima di una cospirazione da parte di arcivescovi e cardinali temuti per le riforme pianificate dal nuovo papa per la Banca Vaticana (il personaggio dell'arcivescovo Gilday è basato su Paul Marcinkus, un arcivescovo nato a Chicago che era a capo della Banca Vaticana all'epoca). Inoltre, nel film, l'omicidio del banchiere svizzero Frederick Keinszig rispecchia la morte reale del banchiere italiano Roberto Calvi, presidente del Banco Ambrosiano. Nel 1982 la banca—che aveva forti legami sia con la Banca Vaticana che con la Mafia siciliana—è collassata principalmente a causa delle discutibili transazioni internazionali di Calvi. Il 18 giugno 1982, Calvi (che era fuggito dall'Italia per evitare l'accusa) è stato trovato impiccato al Blackfriars Bridge di Londra, con 15.000 dollari in varie valute in tasca. La sua morte fu inizialmente classificata come suicidio e poi come omicidio. Nel 2005 cinque persone, tra cui due gangster siciliani, furono accusate dell'omicidio di Calvi, ma furono tutte assolte nel 2007. Inoltre, nel film, il siciliano Don Licio Lucchesi è una caricatura dell'ex Primo Ministro italiano Giulio Andreotti, che aveva legami con la Mafia siciliana all'inizio della sua carriera, ma che successivamente si voltò contro di essa. Lucchesi alla fine del film è ucciso e il suo killer pronuncia una celebre frase attribuita all’ex Presidente del Consiglio: «Il potere logora chi non ce l’ha».
Per creare il personaggio di Joey Zasa, Coppola e Puzo si basarono su due capi mafia degli anni '60 e '70. Uno era Joe Columbo, che organizzò l'Italian-American Civil Rights League, apparentemente un'organizzazione per i diritti civili, ma in realtà destinata a fermare le indagini dell'FBI sulle attività mafiose. Colombo imbarazzò altri membri della Cosa Nostra mantenendo un alto profilo pubblico e infuriò i boss mafiosi quando scoprirono che stava guadagnando una fortuna dall'organizzazione senza condividere il denaro con loro. Fu colpito a Columbus Circle a New York City (anche se non morì fino a diversi anni dopo) durante un raduno della sua organizzazione. L'assassino, un gangster afroamericano, fu immediatamente ucciso da "persone sconosciute", secondo i rapporti della polizia. L'altro è Joe Gallo, noto (e disprezzato da altri mafiosi) per aver reclutato neri e ispanici nella sua banda e frequentava diverse celebrità di Hollywood e Broadway, tra cui Jerry Orbach.
La sceneggiatura originale de Il padrino - Parte III prevedeva un finale diverso, in cui Michael e Kay Adams si riconciliavano dopo la sequenza operistica. La narrazione si sarebbe poi spostata su una sequenza di servizio religioso, in cui un sicario avrebbe ucciso Michael prima di essere a sua volta abbattuto. Il film si sarebbe concluso con Michael che mente a Kay per l'ultima volta prima di morire. Coppola decise di scartare questa versione, optando per il finale effettivamente presente nel film, mantenendo tuttavia l'elemento del sicario dall'originale. Il finale filmato si ispirò a un tragico evento reale in cui il sound designer Richard Beggs perse la figlia in circostanze simili.
Coppola espresse in diverse occasioni il suo disappunto riguardo al risultato finale de Il padrino - Parte III, attribuendo la sua insoddisfazione alla mancanza di tempo per scrivere la sceneggiatura. Il regista desiderava un compenso di 6 milioni di dollari per il ruolo di scrittore, produttore e regista, insieme a un periodo di sei mesi per completare il copione. Tuttavia, la Paramount Pictures gli offrì solo 1 milione di dollari e sole sei settimane per lavorare alla sceneggiatura, in vista della data di uscita natalizia del 1990.

### Casting

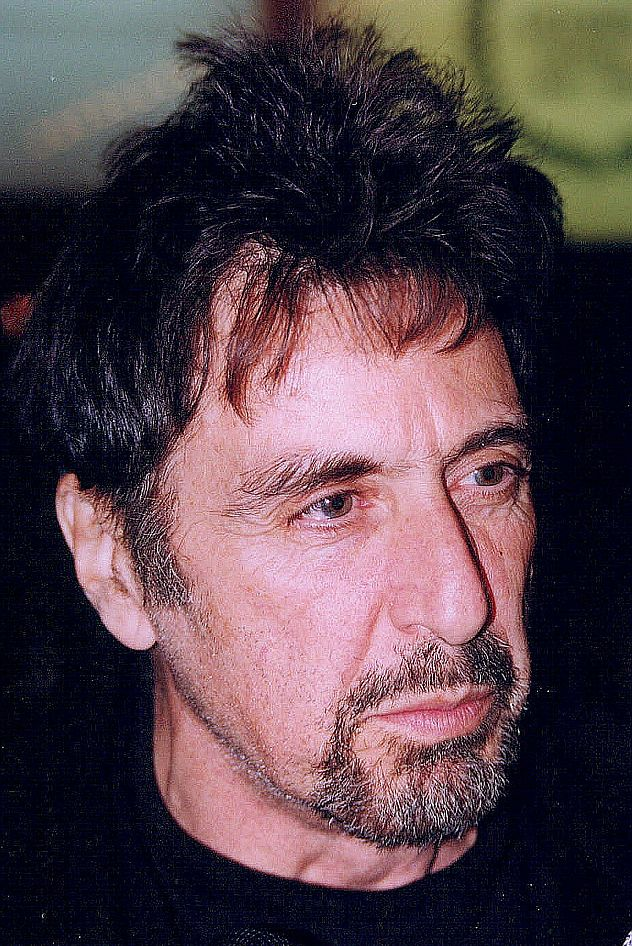
Al Pacino

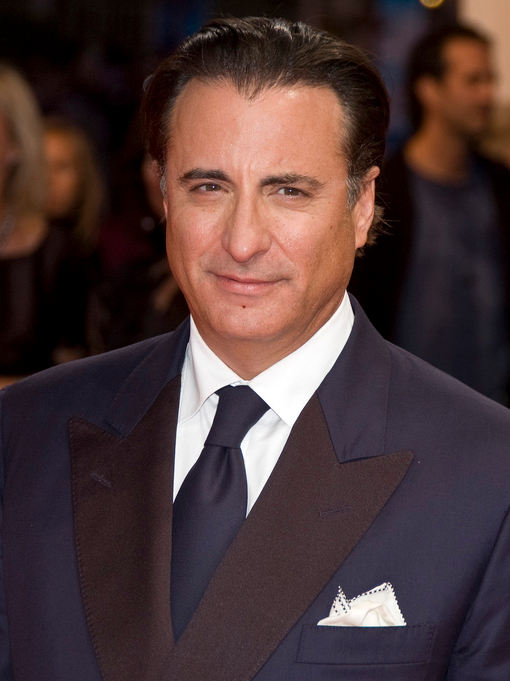
Andy García

Al Pacino, interprete iconico di Michael Corleone, inizialmente chiese 7 milioni di dollari più una percentuale sugli incassi per riprendere il ruolo. Offerto di 5 milioni di dollari, Coppola minacciò di iniziare il film con il funerale di Michael. Pacino alla fine accettò l'offerta di 5 milioni. "Non concordavo con la rappresentazione di Michael nel film", dichiarò Al Pacino. "Non credevo che Michael avrebbe mai provato rimpianto o rimorso per le sue azioni, specialmente l'omicidio di suo fratello."
Robert Duvall, interprete di Tom Hagen nei primi due film, rifiutò l'offerta di 1 milione di dollari. Duvall riteneva che il suo stipendio non fosse commisurato a quello di Al Pacino e Diane Keaton (rispettivamente 5 milioni e 1,5 milioni di dollari). Hagen fu quindi eliminato dalla sceneggiatura e il personaggio fu riscritto per George Hamilton nel ruolo dell'avvocato B.J. Harrison. Duvall in seguito difese la sua posizione, spiegando che "fare soldi era l'unica ragione per produrre un altro film del padrino dopo così tanti anni".
Julia Roberts e Rebecca Schaeffer erano inizialmente in lizza per il ruolo di Mary Corleone. La prima rinunciò per girare Pretty Woman, mentre la seconda fu tragicamente assassinata proprio nel giorno in cui avrebbe dovuto ricevere il copione. Winona Ryder fu poi scelta per il ruolo, ma dovette rinunciare poco prima delle riprese. La sua uscita dal progetto suscitò un notevole scalpore sia sul set che nei media. Secondo Vanity Fair, la Ryder approdò sul set subito dopo la fine delle riprese di Sirene, accompagnata dal fidanzato dell'epoca, Johnny Depp. Venne immediatamente portata all'ufficio della produzione del film per prepararsi alle riprese del giorno successivo. Il giorno dopo, Depp telefonò allo studio spiegando che Winona non stava bene, che non riusciva ad alzarsi dal letto e che non era in grado di recitare le sue scene. Nonostante una visita del medico della produzione, la Ryder non mise mai piede sul set ed abbandonò il film per via di un forte esaurimento nervoso. Laura San Giacomo e Linda Fiorentino furono considerate come possibili sostitute prima che Coppola decidesse di dare il ruolo a Sofia. Quest'ultima, all'epoca diciannovenne e con limitata esperienza recitativa, accettò la richiesta del padre nonostante le sue apprensioni. Madonna tentò di ottenere il ruolo di Mary Corleone incontrando Coppola e Robert De Niro, ma fu giudicata troppo vecchia per il personaggio. Le fu offerto il ruolo di Grace Hamilton, ma chiese un compenso troppo elevato per una parte così ridotta. Sofia Coppola ricordò di aver accettato la parte come un favore al padre, che sembrava "sotto pressione". Talia Shire, sorella di Coppola e interprete di Connie Corleone, affermò che l'ingresso di Sofia aveva rinvigorito il fratello in un momento cruciale. Tuttavia, la scelta della giovane Coppola venne "contestata da molti sul set e anche alla Paramount". Dopo una proiezione preliminare disastrosa per la stampa newyorkese, l'attrice dovette doppiare circa il 20% dei suoi dialoghi originali. L'attrice ammise che le maggiori sfide vocali per il ruolo erano evitare il suo accento da "Valley Girl" e pronunciare correttamente il cognome "Corleone".
In seguito al successo dei precedenti film de Il padrino, Frank Sinatra cambiò idea riguardo al suo rifiuto iniziale di partecipare al progetto e mostrò interesse a interpretare Don Altobello. Tuttavia, perse interesse a causa dell'entità del compenso previsto per il ruolo, che andò infine a Eli Wallach. Anche l'attore caratterista Timothy Carey desiderava interpretare il personaggio ma Coppola era scettico riguardo alla sua idoneità; Carey tentò persino un provino elaborato per apparire più anziano ma subì successivamente un ictus che lo escluse dalla corsa al ruolo. Il ruolo di Anthony Corleone andò a Franc D'Ambrosio dopo una lunga ricerca tra oltre duecento attori e tenori. Corrado Gaipa avrebbe dovuto riprendere il suo ruolo come Don Tommasino ma morì prima dell'inizio delle riprese; Coppola assunse Vittorio Duse al suo posto. Bridget Fonda provò per il ruolo di Mary Corleone prima di essere scelta come Grace Hamilton.
Tra gli attori considerati per interpretare Vincent Mancini vi erano nomi noti come Alec Baldwin, Tom Cruise, Billy Zane, Matt Dillon, Charlie Sheen, Val Kilmer e Nicolas Cage. Quest'ultimo, nipote di Coppola, supplicò lo zio di includerlo nel progetto, dicendo: "Penso davvero che dovrei essere nel tuo film, zio. Penso davvero che sarebbe una buona idea se mi scegliessi. Penso che potrei interpretare questa parte". Frank Mancuso, allora presidente della Paramount Pictures e amico di Andy García, lo avvertì che lo studio lo vedeva come il candidato ideale per la parte. Tuttavia, Garcia era consapevole che l'approvazione finale spettava a Francis Ford Coppola. "Ho visto la lista dei nomi che Paramount avrebbe voluto per il primo padrino, e diciamo che non combaciavano," ricordò Garcia, sottolineando la necessità di "convincere Coppola, nonostante fossi il favorito dello Studio". Curiosamente, Garcia non sostenne mai un vero e proprio provino. Invece, venne convocato da Coppola nella Napa Valley. Garcia descrisse un episodio particolare avvenuto durante la lettura della sua parte nella roulotte: "Inizio a leggere la mia parte nella roulotte, quando improvvisamente c'è un blackout totale, roba da non riuscire neanche a vedere le proprie mani". Armato di una candela, Garcia continuò a leggere le battute fino ad addormentarsi. Il giorno successivo, dopo aver sostenuto l'audizione, gli venne detto di rimanere, in quanto Coppola lo voleva a cena. Tuttavia, poco dopo gli comunicarono che il programma era cambiato e che poteva tornare a casa. Con sua sorpresa, il giorno seguente ricevette una telefonata che lo informava che la parte era sua e gli veniva ordinato di prendere il primo volo per tornare nella Napa Valley.

### Riprese
Nel settembre 1989, la produzione prese il via nella tenuta di Coppola nella Napa Valley, in California, dove il cast e la troupe si riunirono per le prove e la preparazione alle riprese. Questo periodo iniziale fu cruciale per definire i personaggi e affinare la sceneggiatura, con la presenza di figure chiave come il direttore della fotografia Gordon Willis e lo scenografo Dean Tavoularis. La seconda parte della produzione si spostò in Italia, dove si svolgono gran parte degli eventi del film. Le riprese italiane furono descritte come "indescrivibilmente sontuose" da Diane Keaton, che interpretava Kay Corleone. Le riprese in Italia, pur offrendo ambientazioni spettacolari, furono anche caratterizzate da un calendario di produzione serrato, imposto dalla Paramount per rispettare la data di uscita del film nel Natale del 1990. Nonostante le sfide, Coppola si dimostrò un regista meticoloso e comunicativo, dedicando tempo alla creazione del mondo del film e alla definizione degli obiettivi di ogni scena.

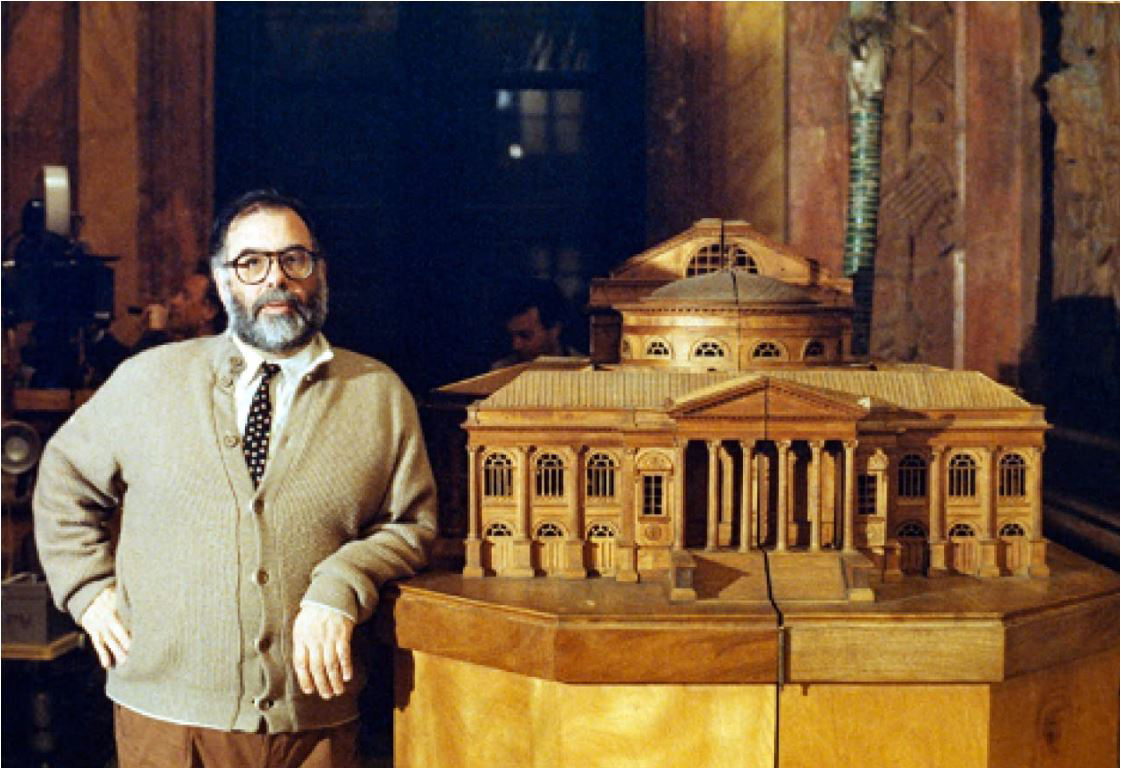
Il regista Francis Ford Coppola nel 1991 accanto ad una riproduzione del Teatro Massimo di Palermo, dove si svolge l'ultimo atto della pellicola

La Sicilia è stata una delle ambientazioni principali per il film, offrendo uno sfondo autentico per molte scene cruciali. Ad Acireale, in provincia di Catania, Villa La Limonaia in Via Carico 149 ha fatto da villa a Don Altobello, mentre il Castello Scammacca in Piazza Agostino Pennisi ha rappresentato il palazzo romano di Licio Lucchesi. A Fiumefreddo di Sicilia, sempre in provincia di Catania, il Castello degli Schiavi in via Marina è stato utilizzato come la villa di Don Tommasino. La SP78 nei pressi di Mascali (CT) è stata la strada in cui viene ucciso Don Tommasino.
In provincia di Messina, il comune di Forza d'Agrò ha fornito diverse location, tra cui la Chiesa della Santissima Annunziata in piazza omonima, utilizzata come chiesa di Corleone, e Piazza della Santissima Trinità, che ha rappresentato la piazza principale di Corleone. Via Belvedere è la via in cui Kay parcheggia l'auto durante la visita al paese e Via Roma è stata utilizzata per la casa del padre di Michael Corleone. La stazione di Taormina-Giardini in Via Nazionale a Taormina (ME) è stata utilizzata come stazione di Bagheria.
A Palermo, Villa Malfitano Whitaker in Via Dante 167 è stata la villa di Bagheria. Il Teatro Massimo Vittorio Emanuele in Piazza Verdi è stato il teatro in cui si è svolta la rappresentazione della "Cavalleria Rusticana", e Via Vittorio Emanuele è la via percorsa in auto da Michael prima di arrivare al teatro. Infine, a Calatafimi Segesta (Trapani), la strada provinciale 57 è stata utilizzata come strada per entrare a Bagheria, mentre a Erice (Trapani), la Chiesa di Sant'Orsola in Via Addolorata ha rappresentato l'esterno del convento di Palermo.
Il Lazio, in particolare Roma e la provincia di Viterbo, ha ospitato diverse location chiave per il film. A Roma, Piazza del Sant'Uffizio ha rappresentato il posto di frontiera per entrare nella Città del Vaticano, e Ponte Sant'Angelo è il ponte dove è stato appeso il cadavere del banchiere Keinszig. A Caprarola, in provincia di Viterbo, Palazzo Farnese ha rappresentato i sacri palazzi del Vaticano, inclusa la Sala del Mappamondo (ufficio dell'arcivescovo Gilday), il torrione angolare (esterno della Cappella Sistina) e la Scala Regia (dove muore l'arcivescovo Gilday). L'Hotel Domus La Quercia in Viale Fiume a Viterbo ha rappresentato il chiostro del convento di Palermo.
Altre scene sono state girate negli Stati Uniti, precisamente a New York City, dove la vecchia cattedrale di San Patrizio in Mulberry Street ha fatto da chiesa di New York.
Le riprese si svolsero tra il 27 novembre 1989 e il 25 maggio 1990, con una pausa durante le feste di Natale.

## La mafia e la Cavalleria rusticana
L'opera lirica che fa da sottofondo alla parte finale del film è la Cavalleria rusticana di Pietro Mascagni, tratta dall'omonima novella di Giovanni Verga. L'intermezzo dell'opera fa da colonna sonora anche alla famosa sequenza in cui scorrono al rallentatore i titoli di testa di Toro scatenato, il film in cui Martin Scorsese indaga il machismo, l'orgoglio e la gelosia degli italo-americani. La musica dello spettacolo è presente nella storia raccontata da Coppola sia nel culmine dell'azione finale sia nell'epilogo, dove l'intermezzo accompagna la morte solitaria del vecchio padrino.
Quest'opera lirica nel film è cantata dal baritono Angelo Romero.
Questa opera lirica, così come la novella originaria, mette in scena la forma più pura ed edificante di uno dei miti sulla Sicilia: un mito non privo di affinità con quella che è stata per un secolo e mezzo l'ideologia ufficiale della mafia siciliana. Si pensava infatti che la mafia non fosse un'organizzazione, ma un senso spavaldo dell'orgoglio e dell'onore profondamente radicato nell'identità di ogni siciliano. La nozione di cavalleria rusticana si contrapponeva frontalmente all'idea che la mafia potesse avere una storia, una qualunque storia, nel senso proprio del termine.
L'immaginario intorno a questo intreccio tragico incentrato sul triangolo lui-lei-l'altro, con sottofondo la terra esotica assolata, passionale e abitata da cupi contadini dalla pelle scura, ha alimentato per un secolo l'idea che non esistesse alcuna differenza tra la mafiosità e l'identità siciliana. Non sembra essere proprio un caso che Coppola abbia scelto proprio questo spettacolo come contraltare alla fine del potere della famiglia Corleone, anche se la scelta è stata indubbiamente influenzata anche dalla popolarità internazionale dell'opera e della sua ambientazione in una mitica Sicilia ottocentesca.
Si deve rilevare come nel film non sia stata rispettata la scansione lineare dei numeri musicali, e conseguentemente il corretto sviluppo della vicenda dell'opera. Infatti la scena della preghiera collettiva, "Inneggiamo il Signor non è morto", doveva essere posizionata subito dopo l'aria di Alfio "Il cavallo scalpita", e non, come invece avviene nel film, dopo la scena in cui quest'ultimo viene sfidato a duello da Turiddu, "Compare Turiddu avete morso a buono".

## Colonna sonora
La colonna sonora, come i primi due capitoli, venne composta da Carmine Coppola, senza però la presenza di Nino Rota (deceduto nel 1979).

## Distribuzione
La première si tenne a Beverly Hills il 20 dicembre 1990, mentre il film uscì nel resto degli Stati Uniti d'America cinque giorni dopo, in circa 1900 sale. In Italia arrivò l'8 marzo 1991.

### Edizione italiana
Nell'edizione italiana del terzo capitolo furono cambiati i doppiatori di Talia Shire e Richard Bright che passano rispettivamente da Rita Savagnone ad Anna Rita Pasanisi e da Antonio Guidi a Sergio Matteucci.

## Accoglienza

### Incassi
Fu il più costoso della saga, con un budget di 54 milioni di dollari; nel suo primo fine settimana di programmazione incassò 19 558 558 dollari Al termine della sua programmazione, Il padrino - Parte III a livello mondiale incassò 136 766 062 dollari.

### Critica
Alla sua uscita il film ottenne recensioni positive dalla critica e dal pubblico, ma non eccellenti come i precedenti due capitoli entrati nella storia del cinema. Nella classifica Rotten Tomatoes, il 66% dei votanti ha dato al film un parere positivo (i primi due avevano ottenuto entrambi quasi il 100%). Roger Ebert, nella sua recensione, disse: "Non è possibile capire questo film senza aver visto i primi due"; tuttavia Ebert valutò positivamente il film, assegnandogli un voto di 3,5 stelle su 4. Inoltre difese la performance di Sofia Coppola affermando: "Non si può sapere che tipo di prestazione Coppola avrebbe ottenuto da Winona Ryder. Credo che Sofia Coppola porti una qualità alla sua Mary Corleone, quella vulnerabilità e semplicità che credo siano appropriati per questo ruolo".
Gene Siskel lo inserì nella sua lista dei dieci migliori film del 1990 (n°10). Tuttavia ammise che il finale "è la parte più debole del film", criticando il trucco di Al Pacino definendolo "scarso". A differenza di Ebert, Siskel criticò Sofia Coppola dicendo: "Un altro problema del film è la performance di Sofia Coppola, che è fuori dal suo campionato di recitazione qui". In fase di analisi critica dopo l'uscita del film " (...) la performance di Sofia venne unanimemente ritenuta il punto debole della pellicola. Coppola si farà, poi, perdonare da Winona Ryder affidandole il ruolo di Mina nel successivo Dracula: la figlia del regista, che ottenne anche un Razzie Award alla peggior attrice non protagonista, nonché un premio speciale come peggior esordiente del decennio.
Leonard Maltin ha assegnato un voto di tre stelle su quattro al film dicendo che la pellicola è "magistralmente diretta", tuttavia criticando anch'egli la prestazione di Sofia Coppola, da lui stesso definita un "fatale autogol". Secondo altri critici, Sofia Coppola potrebbe essere definita come l'elemento peggiore del film; pare infatti, che l'attrice e regista sia stata costretta a ridoppiare circa il 20% del suo dialogo originale, a causa dei pessimi riscontri ottenuti da alcuni screening test, prima dell'uscita ufficiale del film. Molti criticarono la performance della Coppola, definendola addirittura un elemento che peggiorava la qualità di una pellicola che ad anni di distanza, viene ancora definita come un'opera incompresa del regista. Sofia Coppola ammise, durante alcune interviste, che la più grande sfida del ruolo per lei, fosse stata rimuovere il suo accento e pronunciare correttamente la parola "Corleone".

## Riconoscimenti
- 1991 - Premio Oscar
  - Nomination Miglior film a Francis Ford Coppola
  - Nomination Migliore regia a Francis Ford Coppola
  - Nomination Miglior attore non protagonista a Andy García
  - Nomination Migliore fotografia a Gordon Willis
  - Nomination Migliore scenografia a Dean Tavoularis e Gary Fettis
  - Nomination Miglior montaggio a Barry Malkin, Lisa Fruchtman e Walter Murch
  - Nomination Miglior canzone (Promise Me You'll Remember) a Carmine Coppola e John Bettis
- 1991 - Golden Globe
  - Nomination Miglior film drammatico a Francis Ford Coppola
  - Nomination Migliore regia a Francis Ford Coppola
  - Nomination Miglior attore in un film drammatico a Al Pacino
  - Nomination Miglior attore non protagonista a Andy García
  - Nomination Migliore sceneggiatura a Francis Ford Coppola e Mario Puzo
  - Nomination Miglior colonna sonora a Carmine Coppola
  - Nomination Miglior canzone (Promise Me You'll Remember) a Carmine Coppola e John Bettis

## Versioni alternative
The Godfather Saga, (in italiano, The Godfather: 1901-1959), è il film montato in ordine cronologico con i primi due film della saga. Un'operazione fatta nel 1977 da Coppola per finanziare il suo film Apocalypse Now. Fu fatta soprattutto per la tv e il mercato VHS. La durata è di 434 minuti. Nel 1992 solo per il mercato VHS (cinque cassette) fu fatta un'ulteriore versione cronologica, Godfather Trilogy 1901-1980, comprendente anche la Parte III, con scene inedite, per una durata complessiva di 583 minuti. In questa versione Il padrino - Parte III ha una durata di 170 min, circa otto minuti in più della versione originale.

### Il padrino, Epilogo: La morte di Michael Corleone
Nel 2020, in occasione del 30º anniversario dell'uscita nelle sale del film, il regista Coppola ha annunciato una nuova versione ufficiale del film intitolata Il padrino, Epilogo: La morte di Michael Corleone (in originale, The Godfather, Coda: The Death of Michael Corleone), nuova edizione modificata e restaurata del film. La nuova versione include un inizio e una conclusione diversi, oltre che inquadrature diverse e una nuova partitura musicale. Questa versione, della durata di 159 minuti, è stata definita da Coppola come "una conclusione più appropriata per Il padrino e Il padrino - Parte II", rendendo così la vecchia versione non più canonica.

## Sequel
Dopo l'uscita del terzo film Coppola ha rivelato che l'idea di un Padrino - Parte IV è stata discussa a lungo, ma alla fine non è andata in porto a causa della morte dello scrittore Mario Puzo, prima che si avesse la possibilità di stendere una sceneggiatura definitiva. La quarta parte avrebbe dovuto seguire lo schema di Il padrino - Parte II, di nuovo con Robert De Niro nel ruolo di Don Corleone negli anni trenta alla fine del Proibizionismo, e avrebbe narrato la sua faida con i boss Al Capone e Salvatore Maranzano e anche con la mafia irlandese. Avrebbe inoltre introdotto la storia di un giovane Santino Corleone, pronto a entrare nei ranghi della famiglia. Mentre la storia parallela sarebbe stata ambientata negli anni ottanta/novanta, con Vincent Mancini devastato per la morte della cugina Mary, tanto da intraprendere una furiosa guerra lunga dieci anni fino a perdere l'onorabilità e il rispetto della famiglia. La morte di Puzo, avvenuta nel 1999, ha bloccato definitivamente il progetto, e il materiale della sceneggiatura del Padrino - Parte IV è stato poi inglobato e ampliato dallo scrittore Ed Falco nel romanzo del 2012 La famiglia Corleone.